# Probainognathus
Probainognathus (що означає «прогресивна щелепа») — це вимерлий рід цинодонтів, який жив приблизно 235–221.5 мільйонів років тому, під час пізнього тріасу у Південній Америці. Probainognathus є членом родини Probainognathidae і є близьким родичем родини Chiniquodontidae. Різні схожості з Chiniquodontidae змусили Альфреда Ромера спочатку запропонувати віднести Probainognathus до цієї родини, але згодом було вирішено, що відмінностей достатньо, щоб виправдати його розміщення в Probainognathidae.
Probainognathus jenseni був видом дрібних м'ясоїдних цинодонтів, які володіли ознаками, що забезпечують зв'язок між цинодонтами та ссавцями. Основною особливістю є артикуляція щелепного суглоба, яка включала не лише квадратну та суглобову кістки, а й лускату та зубну кістки. Цей розвиток щелепного суглоба є важливим кроком в еволюції ссавців, оскільки це лускоподібно-зубне з’єднання є суглобом, яким володіють усі існуючі ссавці. Ці знахідки свідчать про те, що Probainognathus слід розташувати на лінії, що піднімається до Mammalia.